# 尾崎雄二郎
尾崎 雄二郎（おざき ゆうじろう、1926年 - 2006年12月8日）は、日本の中国研究者。専門は中国語音韻学。京都大学名誉教授。

## 経歴
1926年、東京生まれ。旧姓は清水。1943年4月、上海の東亜同文書院大学予科入学（第44期生）。1945年、日本の敗戦によって東亜同文書院大学が廃校となり京都大学に改めて入学し吉川幸次郎等に師事。1951年京都大学文学部文学科卒業。1956年京都大学大学院修了。立命館大学講師を経て、1959年京都大学教養部講師、1970年に助教授、1971年教授。1975年、京都大学人文科学研究所教授、1987年同・所長。1986年、『中国語音韻史の研究』で京都大学より文学博士の学位を取得。1989年に京都大学停年退官。京都大学名誉教授。2004年春、瑞宝中綬章。

## 業績
中国語音韻史の分野において上古音についての研究を進めた。また、漢字研究に取り組み、段玉裁『説文解字注』の訳著（全8巻の予定）に尽力したが、眼疾の原因等により5巻（金冊1981年・石冊1986年・糸冊1989年・竹冊1991年・匏冊1993年）のみ刊行だった。

## 著作

### 単著
- 『中国語音韻史の研究』東洋学叢書 創文社、1980年2月。
- 『漢字の年輪』角川書店、1989年4月。

### 編著・共著
- 平田昌二共編『漢語史の問題』京都大学人文科学研究所、1988年3月。
- 『訓読 説文解字注』東海大学古典叢書 東海大学出版会、1981年-1993年。5巻刊
- 島津忠夫、佐竹昭広共編『和語と漢語のあいだ：宗祇畳字百韻会読』筑摩書房、1985年6月。
- 西岡弘、山田俊雄、都留春雄共編『角川大字源』角川書店、1992年2月。
- 高田時雄編『小川環樹 中國語學講義筆録』映日叢書 臨川書店、2011年9月。
- 竺沙雅章、戸川芳郎共編『中国文化史大事典』大修館書店、2013年5月。
- 高田時雄編[3]『中国語音韻史の研究・拾遺』映日叢書 臨川書店、2015年10月。
- 吉川幸次郎『論語』上・下、朝日選書 中国古典選、1996年。角川ソフィア文庫、2020年。各・新版[4]